# Vaccino anti COVID-19 Valneva
Il vaccino anti COVID-19 Valneva, noto anche come VLA2001 (basato sulla variante originale di Wuhan) e VLA2101 (basato su un'altra variante non divulgata), è un candidato vaccino contro il COVID-19 sviluppato dalla società di biotecnologie francese Valneva SE in collaborazione con l'azienda americana Dynavax.
Nel settembre 2021 Valneva ha annunciato che il governo del Regno Unito aveva annullato l'ordine del vaccino.
Il 14 aprile 2022 l'MHRA (Agenzia regolatrice inglese dei farmaci) del Regno Unito approva il vaccino Valneva risultato conforme agli standard di sicurezza, qualità ed efficacia richiesti. L'autorizzazione è valida in Gran Bretagna e Irlanda del Nord.

## Tecnologia
È un vaccino inattivato a virus intero, coltivato in coltura. Contiene anche due adiuvanti, allume e CpG 1018. Utilizza la stessa tecnologia di produzione del vaccino Ixiaro di Valneva per l'encefalite giapponese.

## Studi clinici
VLA2001 è attualmente in fase di sperimentazione di Fase I/II con 150 partecipanti nel Regno Unito. 
La sperimentazione doveva essere completata entro il 15 febbraio 2021, con la rendicontazione completata entro agosto 2021. 
Le sperimentazioni sono supportate dal National Institute for Health Research del Regno Unito e da quattro università britanniche.
Il 21 aprile 2021, VLA2001 ha iniziato la fase III con circa 4.000 volontari.  
Nell'agosto 2021, la Nuova Zelanda è stata scelta per la sperimentazione su 300 volontari adulti a causa del basso numero di casi.